# Melanterit
Melanterit (Beudant, 1832), chemický vzorec FeSO4·7(H2O), je jednoklonný minerál.
Název pochází z řeckého melas – černý. Starší český název je zelená skalice.

## Původ
Druhotný minerál vzniklý zvětráváním ložisek pyritu, markazitu, chalkopyritu a pyrhotinu. Dále se nachází v dutinách usazených a metamorfovaných hornin obsahujících sírany či na uhelných haldách. V dolech povléká stěny, výdřevu a další předměty.

## Morfologie
Nejčastěji krápníkovité, hroznovité a ledvinité agregáty, kůry a nálety. Krystaly jsou vzácné a jsou krátce prizmatické, tabulkovité, pseudoromboedrické.

## Vlastnosti
- Fyzikální vlastnosti: Tvrdost 2 (lze rýpat nehtem), křehký, hustota 1,9 g/cm³, štěpnost dokonalá podle {001}, dobrá podle {110}, lom lasturnatý.
- Optické vlastnosti: Barva: zelená, žlutozelená, hnědočerná (zřídka). Lesk skelný, průhlednost: průhledný až průsvitný, vryp bílý.
- Chemické vlastnosti: Složení: Fe 20,09 %, S 11,53 %, O 63,30 %, H 5,05 %, příměsi Cu, Mg. Snadno rozpustný ve vodě a roztok reaguje na železo (po přidání peroxidu vodíku a žluté krevní soli vznikne berlínská modř). Žíháním zbělá.

## Odrůdy
- pisanit – (Fe,Cu)SO4·7(H2O), barva světle zelená, světle modrá, ostatní vlastnosti shodné. Na webu mindat (anglicky).
- kirovit – (Fe,Mg)SO4·7(H2O)
- kuprokirovit – (Fe,Mg,Cu)SO4·7(H2O)

## Podobné minerály
goslarit

## Naleziště
Častý minerál:
- Česko – Příbram, Jáchymov, Zlaté Hory, na uhelných haldách Rosice a Oslavany;
- Slovensko – Smolník, Banská Štiavnica, Dubník;
- Německo – Rammelsberg;
- Španělsko – Rio Tinto;
- Švédsko – Falun;
- Slovinsko – Idrija;
- a další.